# کلاته حاجی مطلب
کلاته حاجی مطلب، روستایی است از توابع بخش مرکزی و در شهرستان خوشاب استان خراسان رضوی ایران.

## جمعیت
این روستا در دهستان طبس قرار داشته و بر اساس سرشماری سال ۱۳۸۵ جمعیت آن ۲۸ نفر (۱۱ خانوار)
بوده است.